# Mundão de Ouro
Mundão de Ouro é o terceiro e último álbum de estúdio individual do sambista baiano Riachão.
O álbum, que foi lançado em 2013 em colaboração com a cantora Vânia Abreu, foi gravado num estúdio de São Paulo, e contou com quinze faixas, sendo 13 inéditas e mais alguns sucessos de sempre "Vá Morar com o Diabo" e "Cada Macaco no Seu Galho". Além dessas 15 músicas, Riachão gravou ainda outras 62 músicas, inéditas, apenas com a voz do sambista, e que podem gerar discos póstumos.
Mundão de Ouro foi indicado ao 25º Prêmio da Música Brasileira como "Melhor Álbum de Samba do Ano"

## Faixas
- Todas as faixas compostas por Riachão

01. Eu Vou Chegando

02. O Apito Zuou

03. História do Bochecha Grande

04. Quase Que Eu Fico Lá

05. Mundão de Ouro

06. Cadumgo Tacupá Tacapá Pulugundum

07. Eu Queria Ela (Amor Proibido)

08. Vá Morar com o Diabo

09. Valdinéia

10. Vai no Coração

11. Meu Dia Vem Aí

12. Menino de Rua

13. Parabéns

14. Porque Você Não Me Convida Agora?

15. Chô Chuá (Cada Macaco No Seu Galho)

## Prêmios e Indicações
| Ano  | Prêmio                          | Categoria      | Trabalho Indicado | Resultado | Ref.  |
| ---- | ------------------------------- | -------------- | ----------------- | --------- | ----- |
| 2013 | 25º Prêmio da Música Brasileira | Álbum de Samba | Mundão de Ouro    | Indicado  | [ 4 ] |